# Chiriquí (provincie)
Chiriquí is een provincie van Panama, gelegen in het westen van het land. De hoofdstad is David.
De provincie heeft 416.873 inwoners (2010) op een oppervlakte van ruim 6.490 km².

## Districten
Chiriquí bestaat uit dertien gemeenten (distrito); achter elk district de hoofdplaats (cabecera):
- Alanje (Alanje)
- Barú (Puerto Armuelles)
- Boquerón (Boquerón)
- Boquete (Bajo Boquete)
- Bugaba (La Concepción)
- David (David)
- Dolega (Dolega)
- Gualaca (Gualaca)
- Remedios (Remedios)
- Renacimiento (Río Sereno)
- San Felix (Las Lajas)
- San Lorenzo (Horconcitos)
- Tolé (Tolé).

Bocas del Toro · Chiriquí · Coclé · Colón · Darién · Herrera · Los Santos · Panamá · Panamá Oeste · Veraguas